# Schaffhausen (huyện)
Huyện Schaffhausen (tiếng Pháp: District du Schaffhausen, tiếng Đức: Bezirk Schaffhausen) là một huyện hành chính của Thụy Sĩ. Huyện này thuộc bang Bang Schaffhausen. Huyện Schaffhausen có diện tích 101 km², dân số theo thống kê của cục thống kê Thụy Sĩ năm 1999 là 49481 người. Trung tâm của huyện đóng ở Schaffhausen. Mã của huyện là 1403.